# مرکزآموزش کشاورزی کبوترآباد
مرکزآموزش کشاورزی کبوترآباد روستایی در دهستان کرارج بخش مرکزی شهرستان اصفهان استان اصفهان ایران است.

## جمعیت
بر پایه سرشماری عمومی نفوس و مسکن در سال ۱۳۹۵ جمعیت این روستا ۵۳ نفر (۱۵خانوار) بوده‌است.